# S-32
Lo S-32 era un sommergibile a propulsione diesel-elettrica della classe Srednaya (conosciuta ufficiosamente anche come classe Stalinets) in servizio durante la grande guerra patriottica

## Storia
Diciannovesima unità della Classe Srednaya serie IX-bis il sommergibile S-32 fu impostato presso il Cantiere navale No. 198 (Andre Marti) di Nikolaev il 15 ottobre 1937, varato il 27 aprile 1939 ed entrò in servizio il 19 giugno 1940, e seconda guerra mondiale iniziata. La sua costruzione costò all'erario dell'Unione Sovietica la cifra di 12 milioni di rubli. Entrato in servizio nella Flotta del Mar Nero, l'unità fu assegnata alla 2ª Squadriglia della 1ª Brigata. Dopo l'attacco tedesco all'Unione Sovietica (Operazione Barbarossa), avvenuto il 22 giugno 1941, il sommergibile iniziò subito le operazioni di combattimento. La prima azione fu un pattugliamento nella zona a sud-ovest di Capo Sarich, mentre la seconda un pattugliamento nei pressi di Capo Esmine, lungo la costa della Bulgaria. Il 28 agosto il battello eseguì una missione di trasferimento di un gruppo di 9 sabotatori che vennero sbarcati alla foce del fiume Kamchiya, nella Bulgaria orientale. Il 6 settembre lo S-32 avvistò le petroliere italiane Tampico e Superga in navigazione e il comandante decise di portarsi all'attacco eseguendo l'immersione rapida. A causa di un malinteso con il sottufficiale Reznikov, quest'ultimo iniziò la manovra quando ancora alcuni marinai si trovavano all'esterno. Il comandante riuscì a chiudere il portello poco prima che le acqua del Mar Nero entrassero nel battello, ma quattro membri dell'equipaggio rimasero fuori, e malgrado lo S-32 ritornasse immediatamente in superficie essi vennero ritrovati privi di vita. Il 16 ottobre il sommergibile avvistò una formazione navale rumena composta dai posamine Admiral Murdzhesku e Dacia e dai cacciatorpediniere Mărășești e Regele Ferdinand impegnati in una missione di posa di campi minati, e si portò all'attacco lanciando alcuni siluri, ma senza conseguire alcune risultato. Il 19 novembre il battello eseguì una azione di cannoneggiamento contro la città di Yalta. Entrato in bacino di carenaggio vi rimase nei primi mesi del 1942, e nel mese di marzo lo S-32 effettuo una missione di pattugliamento nella zona di Capo Kuru-Burnu. Dal mese di maggio iniziarono le operazioni di trasporto rifornimenti alla guarnigione assediata si Sebastopoli, e nella terza decade di giugno il sommergibile al comando di Stefan Pavlenko Klimentievich trasportò un carico di 40 tonnellate di munizioni e 32 tonnellate di benzina avio. Durante la fase di ritorno il 15 giugno lo S-32 fu avvistato dal sommergibile tascabile italiano CB-3 al comando del sottotenente di vascello Giovanni Sorrentino che gli lanciò contro due siluri affondandolo senza superstiti 40 miglia a sud di Capo Sarich. Il suo affondamento venne a lungo attribuito all'attacco di un bombardiere tedesco Heinkel He 111, ma quando il relitto venne scoperto nel Mar Nero alla profondità di 140 m a sud-ovest di Yalta, fu evidente che lo squarcio nello scafo apparteneva allo scoppio di un siluro e non di una bomba d'aeroplano.

### Annotazioni
1. ↑  Si trattava dell'ufficiale di guardia Krem, del sottufficiali Svetlenko e Weiner, e del marinaio Gorbaciov.
2. ↑  Sorrentino riferì che al termine dell'azione vide in mare il corpo senza vita di un uomo che indossava un giubbotto di salvataggio, probabilmente uno di quelli di vedetta nella torretta del sommergibile.

### Fonti
1. 1 2 3  Ferrara 2014, p. 30.
2. 1 2  Polmar, Noot 1991, p. 271.
3. 1 2 3 4 5 6 7 8 9 10  Ferrara 2014, p. 31.
4. ↑  Ferrara 2014, p. 32.
5. 1 2  Ferrara 2014, p. 33.
6. ↑  Ferrara 2014, p. 29.